# Okres Jablonec nad Nisou

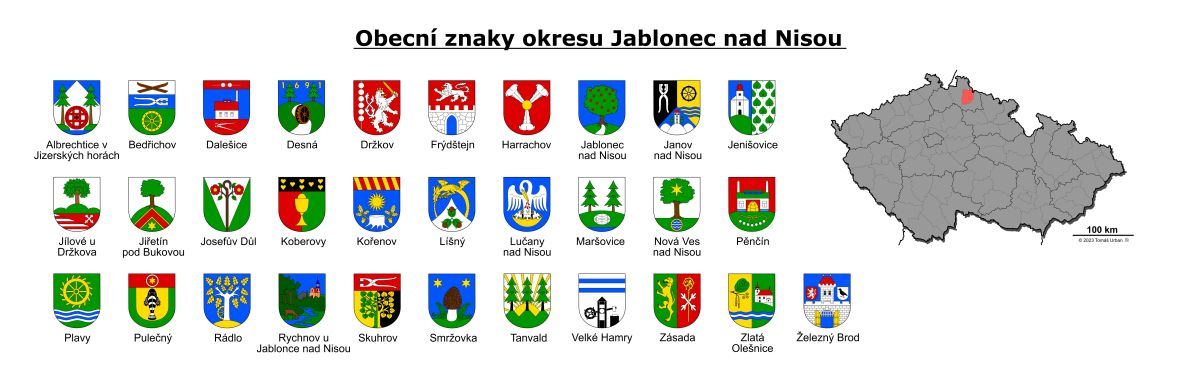
Přehled obecních znaků okresu Jablonec nad Nisou

Okres Jablonec nad Nisou je okresem v Libereckém kraji. Jeho dřívějším sídlem bylo město Jablonec nad Nisou.
Z okresů Libereckého kraje sousedí na západě a severu s okresem Liberec a na jihu a východě s okresem Semily. Ze severovýchodu je okres vymezen státní hranicí s Polskem.

## Struktura povrchu
K 31. prosinci 2003 měl okres celkovou plochu 402,29 km² (což bylo méně než současných 438,94 km²), z toho bylo:
- 32,31 % zemědělských pozemků, které z 24,89 % tvoří orná půda (8,04 % tehdejší rozlohy okresu)
- 67,69 % ostatní pozemky, z toho 81,78 % lesy (55,36 % tehdejší rozlohy okresu)

## Demografické údaje
Data k 30. červnu 2005:
| Popis          | Celkem | Ženy           | Muži           |
| -------------- | ------ | -------------- | -------------- |
| počet obyvatel | 88 232 | 45 459 51,52 % | 42 773 48,48 % |
| průměrný věk   | 39,6   | 41,1           | 38,1           |

- hustota zalidnění: 219 ob./km²
- 79,53 % obyvatel žije ve městech

### Zaměstnanost
(2019)
| Průměrný plat        | 35.000 Kč |
| Nezaměstnaných       | 1.720     |
| Míra nezaměstnanosti | 3 %       |

### Školství
(2003)
| Druh školy                     | Počet škol |
| ------------------------------ | ---------- |
| Mateřské školy                 | 1          |
| Základní školy                 | 36         |
| Gymnázia                       | 3          |
| Střední školy průmyslové školy | 9          |
| Střední odborná učiliště       | 3          |
| Vyšší odborné školy            | 2          |

### Zdravotnictví
(2019)
| Lékaři                                      | 266       |
| Nemocnice Jablonec nad Nisou, p.o. 10/2007: | 377 lůžek |
| Specializovaná léčebná zařízení             | 1         |
| Zubní lékaři                                | 44        |
| Lékárny                                     | 20        |

### Zdroj
- Český statistický úřad

## Silniční doprava
Okresem prochází silnic I. třídy I/10, I/14 a I/65.
Silnice II. třídy jsou II/282, II/287, II/288, II/290 a II/292.

## Seznam obcí a jejich částí
Města jsou uvedena tučně, městyse kurzívou, části obcí malince.

Albrechtice v Jizerských horách (Mariánská Hora) •
Bedřichov •
Dalešice •
Desná (Desná I • Desná II • Desná III) •
Držkov •
Frýdštejn (Anděl Strážce • Bezděčín • Borek • Frýdštejn • Horky • Kaškovice • Ondříkovice • Roudný • Sestroňovice • Slapy • Voděrady)  •
Harrachov (Mýtiny • Nový Svět • Ryžoviště) •
Jablonec nad Nisou (Jablonec nad Nisou • Jablonecké Paseky • Kokonín • Lukášov • Mšeno nad Nisou • Proseč nad Nisou • Rýnovice • Vrkoslavice) •
Janov nad Nisou (Hrabětice • Hraničná • Loučná nad Nisou) •
Jenišovice (Odolenovice) •
Jílové u Držkova •
Jiřetín pod Bukovou •
Josefův Důl (Antonínov • Dolní Maxov • Karlov) •
Koberovy (Besedice • Hamštejn • Chloudov • Koberovy • Michovka • Prosíčka • Vrát • Zbirohy) •
Kořenov (Jizerka • Polubný • Příchovice • Rejdice) •
Líšný (Libentiny • Líšný 1.díl • Líšný 2.díl) •
Loužnice •
Lučany nad Nisou (Horní Maxov • Jindřichov) •
Malá Skála (Bobov • Křížky • Labe • Malá Skála • Mukařov • Sněhov • Vranové 1.díl • Vranové 2.díl • Záborčí • Želeč)  •
Maršovice (Čížkovice 1.díl) •
Nová Ves nad Nisou (Horní Černá Studnice) •
Pěnčín (Alšovice • Bratříkov • Dolní Černá Studnice • Huť • Jistebsko • Krásná • Pěnčín) •
Plavy (Haratice) •
Pulečný (Klíčnov • Kopanina) •
Radčice •
Rádlo (Milíře) •
Rychnov u Jablonce nad Nisou (Pelíkovice) •
Skuhrov (Huntířov) •
Smržovka •
Tanvald (Šumburk nad Desnou • Žďár) •
Velké Hamry (Bohdalovice) •
Vlastiboř •
Zásada •
Zlatá Olešnice (Lhotka • Návarov • Stanový) •
Železný Brod (Bzí • Horská Kamenice • Hrubá Horka • Chlístov • Jirkov • Malá Horka • Pelechov • Splzov • Střevelná • Těpeře • Veselí • Železný Brod)
Harrachov do konce roku 2020 spadal do okresu Semily.